# Aborcja w Wenezueli
Aborcja w Wenezueli – w Wenezueli aborcja jest obecnie prawnie zakazana z wyjątkiem ciąży zagrażającej życiu kobiety ciężarnej.

## Skutki prawne nielegalnego przerwania ciąży
Kobiecie, która sama przerywa swoją ciążę lub zezwala na jej przerwanie, grozi kara od sześciu miesięcy do dwóch lat pozbawienia wolności. Kara dla lekarza lub innej osoby dokonującej przerwania ciąży wynosi od roku do trzech lat pozbawienia wolności.